# Alcides Ghiggia
Alcides Edgardo Ghiggia Pereyra (22. december 1926 – 16. juli 2015) var en uruguayansk fodboldspiller (kantspiller) og -træner.
Ghiggia var en del af Uruguays landshold, der vandt guld ved VM i 1950. Her blev han berømt for at score sejrsmålet i den afgørende kamp mod værtsnationen Brasilien foran ca. 200.000 tilskuere på Maracana-stadionet i Rio de Janeiro. Opgøret gik ind i historien som en af de største sensationer i VM i fodbolds historie, og sejrsmålet gjorde Ghiggia til en legende i uruguayansk fodbold.
I alt nåede Ghiggia at spille 12 landskampe for Uruguay og efter at være emigreret til Italien for at spille professionelt i Serie A, spillede han også fem kampe for det italienske landshold. På klubplan repræsenterede han Montevideo-storklubberne Danubio og Peñarol, mens han i Italien var tilknyttet AS Roma og AC Milan.